# Nati nel 1941/Febbraio
| Questa pagina contiene informazioni ricavate automaticamente dalle voci biografiche con l'ausilio del template Bio e di un bot. L'aggiornamento è periodico e automatico e ricostruisce completamente la pagina. Se manca una persona in questa lista, sei pregato di non aggiungerla, ma accertati piuttosto che la sua voce biografica contenga il template Bio e che i dati anagrafici siano correttamente compilati. Se il template Bio manca, inseriscilo tu stesso o, in alternativa, metti l'avviso {{tmp\|Bio}} che ne segnala la mancanza. Se i dati riportati sono sbagliati, correggi direttamente la voce biografica; le modifiche saranno visibili in questa lista entro pochi giorni. Per chiarimenti vedi il progetto biografie. La lista contiene solo le 201 persone che sono citate nell'enciclopedia e per le quali è stato implementato correttamente il template Bio. Pagina aggiornata al 18 ago 2025. |

- 1º febbraio - Paolo Becchetti, politico italiano († 2016)
- 1º febbraio - Gianni Belfiore, paroliere e produttore discografico italiano
- 1º febbraio - Elettra Bisetti, attrice, doppiatrice e direttrice del doppiaggio italiana
- 1º febbraio - Enrique Cojuangco, politico e imprenditore filippino († 2015)
- 1º febbraio - Karl Dall, attore, showman e cantante tedesco († 2020)
- 1º febbraio - Deborah Fait, giornalista italiana
- 1º febbraio - Anatolij Firsov, hockeista su ghiaccio sovietico († 2000)
- 1º febbraio - Dave Hill, giocatore di football americano statunitense († 2022)
- 1º febbraio - Alberto Macchi, regista teatrale e drammaturgo italiano
- 1º febbraio - Franco Nones, ex fondista italiano
- 1º febbraio - Aleksandr Šidlovskij, ex pallanuotista sovietico
- 1º febbraio - Jerry Spinelli, scrittore statunitense
- 1º febbraio - Enzo Venturini, militare italiano († 1992)
- 2 febbraio - Gail Collins, cantautrice e artista statunitense († 2013)
- 2 febbraio - Marian Dudziak, ex velocista polacco
- 2 febbraio - Ilario Floresta, politico italiano
- 2 febbraio - Emmanuel Kofie, calciatore ghanese († 2020)
- 2 febbraio - Evgenij Mišakov, hockeista su ghiaccio sovietico († 2007)
- 2 febbraio - Luisa Passerini, storica italiana
- 2 febbraio - Lee Redmond, personaggio televisivo statunitense († 2023)
- 2 febbraio - Domenico Romano Carratelli, avvocato e politico italiano († 2020)
- 2 febbraio - Renzo Ulivieri, allenatore di calcio e politico italiano
- 2 febbraio - Serge Čerepnin, compositore statunitense
- 3 febbraio - Lydia Biondi, attrice italiana († 2016)
- 3 febbraio - Dory Funk Jr., ex wrestler statunitense
- 3 febbraio - Vilmoş Gheorghe, biatleta rumeno († 2001)
- 3 febbraio - Radvilas Kasimiras Gorauskas, cestista brasiliano († 1983)
- 3 febbraio - Francisco Jara, calciatore messicano († 2024)
- 3 febbraio - David Kent, storico australiano
- 4 febbraio - Mathilde van den Brink, politica olandese († 2023)
- 4 febbraio - Luigi Ferrero, calciatore italiano († 1990)
- 4 febbraio - Kaarlo Kangasniemi, ex sollevatore finlandese
- 4 febbraio - Peter Lötscher, schermidore svizzero († 2017)
- 4 febbraio - Laisenia Qarase, politico e banchiere figiano († 2020)
- 4 febbraio - Jiří Raška, saltatore con gli sci cecoslovacco († 2012)
- 4 febbraio - John Steel, batterista britannico
- 4 febbraio - Horst Trimhold, calciatore tedesco († 2021)
- 5 febbraio - Remo Barbiani, ex calciatore italiano
- 5 febbraio - Stephen J. Cannell, produttore televisivo, sceneggiatore e produttore cinematografico statunitense († 2010)
- 5 febbraio - Pat Courtney, ex calciatore irlandese
- 5 febbraio - Alessandro Duce, storico e politico italiano
- 5 febbraio - Elizabeth Greene, sciatrice alpina canadese († 2023)
- 5 febbraio - Vadim Guljaev, pallanuotista sovietico († 1999)
- 5 febbraio - Rick Laird, bassista irlandese († 2021)
- 5 febbraio - Muzzi Loffredo, cantante, attrice e regista italiana († 2017)
- 5 febbraio - Juan Carlos Morrone, allenatore di calcio e ex calciatore argentino
- 5 febbraio - David Selby, attore statunitense
- 5 febbraio - Barrett Strong, cantautore e paroliere statunitense († 2023)
- 5 febbraio - Quintilio Tombolini, giornalista e dirigente d'azienda italiano († 2020)
- 5 febbraio - Kaspar Villiger, imprenditore e politico svizzero
- 6 febbraio - Stephen Albert, compositore statunitense († 1992)
- 6 febbraio - Giuseppe Lorenzi, hockeista su ghiaccio italiano († 2022)
- 6 febbraio - Luisa Mangoni, storica e scrittrice italiana († 2014)
- 6 febbraio - Gigi Perreau, attrice statunitense
- 6 febbraio - Carlos Ríos, cestista argentino († 2011)
- 6 febbraio - Stefano Zappalà, politico italiano († 2018)
- 7 febbraio - Kevin Crossley-Holland, traduttore, scrittore e poeta britannico
- 7 febbraio - Marcello De Donno, ammiraglio italiano
- 7 febbraio - Nadine Delache, nuotatrice francese
- 7 febbraio - Lou Drofenik, scrittrice maltese
- 7 febbraio - Doc Hastings, politico statunitense
- 7 febbraio - Carmelo Incorvaia, politico italiano
- 7 febbraio - Jim King, ex cestista e allenatore di pallacanestro statunitense
- 7 febbraio - Leslie Lamport, matematico e informatico statunitense
- 8 febbraio - Gladys Ascanio, modella venezuelana
- 8 febbraio - Martin Huston, attore statunitense († 2001)
- 8 febbraio - Nick Nolte, attore statunitense
- 8 febbraio - Cyril Guy Nègre, ingegnere francese († 2016)
- 8 febbraio - Tom Rush, cantante statunitense
- 8 febbraio - Jagjit Singh, compositore e cantante indiano († 2011)
- 8 febbraio - Gelu Voican Voiculescu, politico e geologo rumeno
- 8 febbraio - Carlo Volpi, ex calciatore italiano
- 9 febbraio - Giuliano Cazzola, politico e giornalista italiano
- 9 febbraio - Little Tony, cantante e attore sammarinese († 2013)
- 9 febbraio - Sheila James Kuehl, attrice, avvocato e politico statunitense
- 9 febbraio - Dick Rienstra, attore e cantante olandese († 2021)
- 9 febbraio - Ranieri Varese, storico dell'arte italiano
- 9 febbraio - Cătălin Zamfir, politico e sociologo romeno
- 10 febbraio - Michael Apted, regista e produttore televisivo britannico († 2021)
- 10 febbraio - Despoina Mpempedelī, attrice greca
- 10 febbraio - Marc Norman, sceneggiatore, scrittore e regista statunitense
- 10 febbraio - Bruno Reichlin, architetto svizzero
- 10 febbraio - Maureen Reilly, cestista australiana († 2021)
- 10 febbraio - Bruno Servadei, aviatore, generale e ex bobbista italiano
- 10 febbraio - Richard Martin West, astronomo danese
- 11 febbraio - Pier Antonio Bellina, presbitero, scrittore e giornalista italiano († 2007)
- 11 febbraio - Rudolf Brunnenmeier, calciatore tedesco († 2003)
- 11 febbraio - Neritan Ceka, archeologo, politico e diplomatico albanese
- 11 febbraio - Marco Fazzi, allenatore di calcio e calciatore italiano († 2017)
- 11 febbraio - Roberto Finzi, storico italiano († 2020)
- 11 febbraio - Franco Freda, terrorista italiano
- 11 febbraio - Rudolf Gähler, violinista tedesco
- 11 febbraio - Sonny Landham, attore statunitense († 2017)
- 11 febbraio - Tat'jana Ljubeckaja, ex schermitrice sovietica
- 11 febbraio - Pierluigi Magnaschi, giornalista italiano
- 11 febbraio - Sérgio Mendes, pianista, compositore e cantante brasiliano († 2024)
- 11 febbraio - Gianfranco Porcelli, linguista italiano
- 11 febbraio - Ulf Sterner, ex hockeista su ghiaccio svedese
- 11 febbraio - Ria Valk, cantante olandese
- 12 febbraio - Billy Dixon, ex calciatore irlandese
- 12 febbraio - Dominguinhos, musicista, cantante e compositore brasiliano († 2013)
- 12 febbraio - Patricia Field, costumista e stilista statunitense
- 12 febbraio - Christoph Höhne, ex marciatore tedesco
- 12 febbraio - Hiroya Ishimaru, attore e doppiatore giapponese
- 12 febbraio - Nikolaus Lang, pittore tedesco († 2022)
- 12 febbraio - Ron Lyle, pugile statunitense († 2011)
- 12 febbraio - Sara Nazarbaeva, first lady kazaka
- 12 febbraio - Tony O'Connell, ex calciatore irlandese
- 12 febbraio - Dennis Sullivan, matematico statunitense
- 12 febbraio - Naomi Uemura, alpinista, esploratore e avventuriero giapponese († 1984)
- 13 febbraio - Mimi Gamal, attrice egiziana
- 13 febbraio - Heidi Horten, collezionista d'arte e filantropa austriaca († 2022)
- 13 febbraio - Marco Luberti, cantautore, paroliere e produttore discografico italiano
- 13 febbraio - Sigmar Polke, artista tedesco († 2010)
- 13 febbraio - Rosario Rubbettino, editore italiano († 2000)
- 13 febbraio - Bo Svenson, attore, regista e produttore cinematografico svedese
- 13 febbraio - Luisa Zille, musicista, storica e poetessa italiana († 1995)
- 14 febbraio - Tony Anatrella, presbitero, psicoterapeuta e scrittore francese
- 14 febbraio - Antonio Ballerio, attore, doppiatore e regista italiano
- 14 febbraio - Giancarlo Binelli, politico italiano
- 14 febbraio - Alwin Bär, pianista olandese († 2000)
- 14 febbraio - Bujor Hălmăgeanu, allenatore di calcio e calciatore rumeno († 2018)
- 14 febbraio - Sylvester Carmel Magro, vescovo cattolico maltese († 2018)
- 14 febbraio - Lars Passgård, attore svedese († 2003)
- 14 febbraio - Donna Shalala, politica statunitense
- 14 febbraio - Pierre Stamos, ex sciatore alpino francese
- 14 febbraio - Paul Tsongas, politico statunitense († 1997)
- 14 febbraio - Earl Young, ex velocista statunitense
- 15 febbraio - Florinda Bolkan, attrice brasiliana
- 15 febbraio - Gianni Dell'Orso, compositore, produttore discografico e editore italiano
- 15 febbraio - Brian Holland, cantautore e produttore discografico statunitense
- 15 febbraio - Ružica Meglaj, cestista jugoslava († 1996)
- 15 febbraio - Paolo Pucci di Benisichi, diplomatico italiano († 2013)
- 16 febbraio - Vitalij Kuznecov, judoka sovietico († 2011)
- 16 febbraio - Andrzej Perka, ex cestista polacco
- 16 febbraio - Felipe Ruvalcaba, calciatore messicano († 2019)
- 17 febbraio - Heidi Biebl, sciatrice alpina tedesca († 2022)
- 17 febbraio - Gisèle Charzat, politica francese
- 17 febbraio - Vito Corbelli, ex ciclista su strada sammarinese
- 17 febbraio - Herbie Lewis, contrabbassista statunitense († 2007)
- 17 febbraio - Julia McKenzie, attrice, cantante e regista teatrale britannica
- 17 febbraio - Dick Westmoreland, giocatore di football americano statunitense
- 18 febbraio - Francesco Di Carlo, mafioso e collaboratore di giustizia italiano († 2020)
- 18 febbraio - Józef Grzesiak, pugile polacco († 2020)
- 18 febbraio - Michał Jagosz, presbitero polacco
- 18 febbraio - Hana Růžičková, ginnasta cecoslovacca († 1981)
- 18 febbraio - Irma Thomas, cantante statunitense
- 19 febbraio - Rinaldo Amorim, calciatore brasiliano († 2023)
- 19 febbraio - Italo Celoro, attore italiano († 2010)
- 19 febbraio - David Gross, fisico statunitense
- 19 febbraio - Diego Peano, cantante italiano
- 19 febbraio - Imre Szöllősi, canoista ungherese († 2022)
- 20 febbraio - Carlo Alemi, ex magistrato e saggista italiano
- 20 febbraio - Anna Maria Biricotti, politica italiana
- 20 febbraio - Anna Cascella Luciani, poetessa italiana († 2023)
- 20 febbraio - Claudio Costa, medico italiano
- 20 febbraio - David Dickson, ex nuotatore australiano
- 20 febbraio - Marcel Dupertuis, artista, scultore e pittore svizzero
- 20 febbraio - Nicolás Fuentes, calciatore peruviano († 2015)
- 20 febbraio - Alan Furst, giornalista e scrittore statunitense
- 20 febbraio - Alexander Gauland, politico tedesco
- 20 febbraio - Paolo Milan, arbitro di calcio italiano
- 20 febbraio - Juan Olivares, ex calciatore cileno
- 20 febbraio - Buffy Sainte-Marie, cantautrice canadese
- 21 febbraio - Margot, cantautrice italiana († 2017)
- 21 febbraio - Teodoro Stefano Tascone, politico italiano
- 22 febbraio - Yorgos Arvanitis, direttore della fotografia greco
- 22 febbraio - Marco Polo Del Nero, avvocato e dirigente sportivo brasiliano
- 22 febbraio - Hipólito Mejía, politico e imprenditore dominicano
- 22 febbraio - Leland Mitchell, cestista statunitense († 2013)
- 22 febbraio - Jürgen Nöldner, calciatore tedesco orientale († 2022)
- 23 febbraio - William Hjortsberg, scrittore e sceneggiatore statunitense († 2017)
- 24 febbraio - David Gooderson, attore britannico
- 24 febbraio - Natias Neutert, artista e scrittore tedesco
- 24 febbraio - Giuditta Saltarini, attrice, personaggio televisivo e showgirl italiana († 2024)
- 24 febbraio - Luciano Teneggi, ex calciatore italiano
- 25 febbraio - Piergiorgio Brigliadori, bibliotecario italiano († 2006)
- 25 febbraio - Susan Browning, attrice e cantante statunitense († 2006)
- 25 febbraio - Sandy Bull, musicista statunitense († 2001)
- 25 febbraio - Pierluigi Cera, ex calciatore italiano
- 25 febbraio - David Puttnam, produttore cinematografico britannico
- 25 febbraio - Nedo Sonetti, ex calciatore e allenatore di calcio italiano
- 25 febbraio - Stewart Sutherland, filosofo scozzese († 2018)
- 25 febbraio - José Luis Violeta, calciatore spagnolo († 2022)
- 26 febbraio - Vincent Landel, arcivescovo cattolico francese
- 26 febbraio - Alberto Mari, allenatore di calcio e ex calciatore italiano
- 26 febbraio - Franco Meloni, politico italiano († 2002)
- 26 febbraio - Giovanni Perich, poeta e scrittore italiano († 2013)
- 26 febbraio - Umberto Piersanti, poeta italiano
- 26 febbraio - Carla Maria Puccini, conduttrice televisiva e attrice italiana
- 26 febbraio - Don Schain, regista, sceneggiatore e produttore cinematografico statunitense († 2015)
- 27 febbraio - Paddy Ashdown, politico e diplomatico britannico († 2018)
- 27 febbraio - Giovanni Caberlotto, imprenditore e dirigente sportivo italiano († 1997)
- 27 febbraio - Jan Klapáč, ex hockeista su ghiaccio ceco
- 27 febbraio - Tibor Magyar, ex calciatore ungherese
- 27 febbraio - Charlotte Stewart, attrice statunitense
- 27 febbraio - Gabriel Zubeir Wako, cardinale e arcivescovo cattolico sudanese
- 28 febbraio - Wolfgang Blochwitz, calciatore tedesco orientale († 2005)
- 28 febbraio - Francesco Brusco, politico italiano
- 28 febbraio - Leonard Riggio, imprenditore, filantropo e allevatore statunitense († 2024)
- 28 febbraio - Suzanne Mubarak, first lady egiziana